# Ángel María Fuentes de Cía
Ángel María Fuentes de Cía (Pamplona, 12 de març de 1955 - Saragossa, 8 de juny de 2014), també conegut com Ángel Fuentes, fou un conservador i restaurador de patrimoni fotogràfic.

## Biografia
Ángel Fuentes nasqué a Pamplona el 12 de març de 1955. Entre 1973 i 1978, estudià i es llicencià en Filologia Hispànica per la Universitat de Saragossa. Fou durant els seus anys universitaris, quan sorgí el seu interès per la fotografia. L'any 1986, començà a escriure com a crític de fotografia en el diari El Día de Aragón, on hi escrigué fins al 1988.
L'any 1989 es traslladà als Estats Units, on es submergí per complet en l'estudi i especialització del camp professional de la restauració i conservació fotogràfica. Allà estudià un màster en Conservació de Fons Fotogràfics, que finalitzà l'any 1992, a l'International Museum of Photography at the George Eastman House, a Rochester; a l'Image Permanence Institute de Rochester; i al Canadian Conservation Institute, a Ottawa, Canadà. L'any 1993, tornà a Espanya i realitzà un curs de Restauració de Patrimoni Cultural a l'Escola Professional de Belles Arts de Saragossa, que finalitzà l'any 1995.
Aquell mateix any, començà a dirigir el Seminari internacional La Preservación de las colecciones fotográficas de Huesca Imagen, fins al 1998. A més, fou director del projecte Centro Internacional de la Fotografía, CENIF de la Fundación Madrid Nuevo Siglo, entre els anys 2001 i 2002; com també dirigí la conferència internacional 30 años de ciencia en la conservación de fotografía que tingué lloc a Logronyo, l'any 2011. Al llarg de la seva trajectòria professional, Fuentes impartí nombrosos cursos, seminaris, tallers i conferències, en diverses entitats i universitats; fou comissari d'exposicions; i realitzà nombrosos treballs de conservació, restauració i assessorament en diversos arxius fotogràfics d'Espanya, Suïssa, Alemanya, Argentina, Brasil, Mèxic, Japó, Estats Units, Xile, Perú i Veneçuela.

## Col·lecció Ángel Fuentes

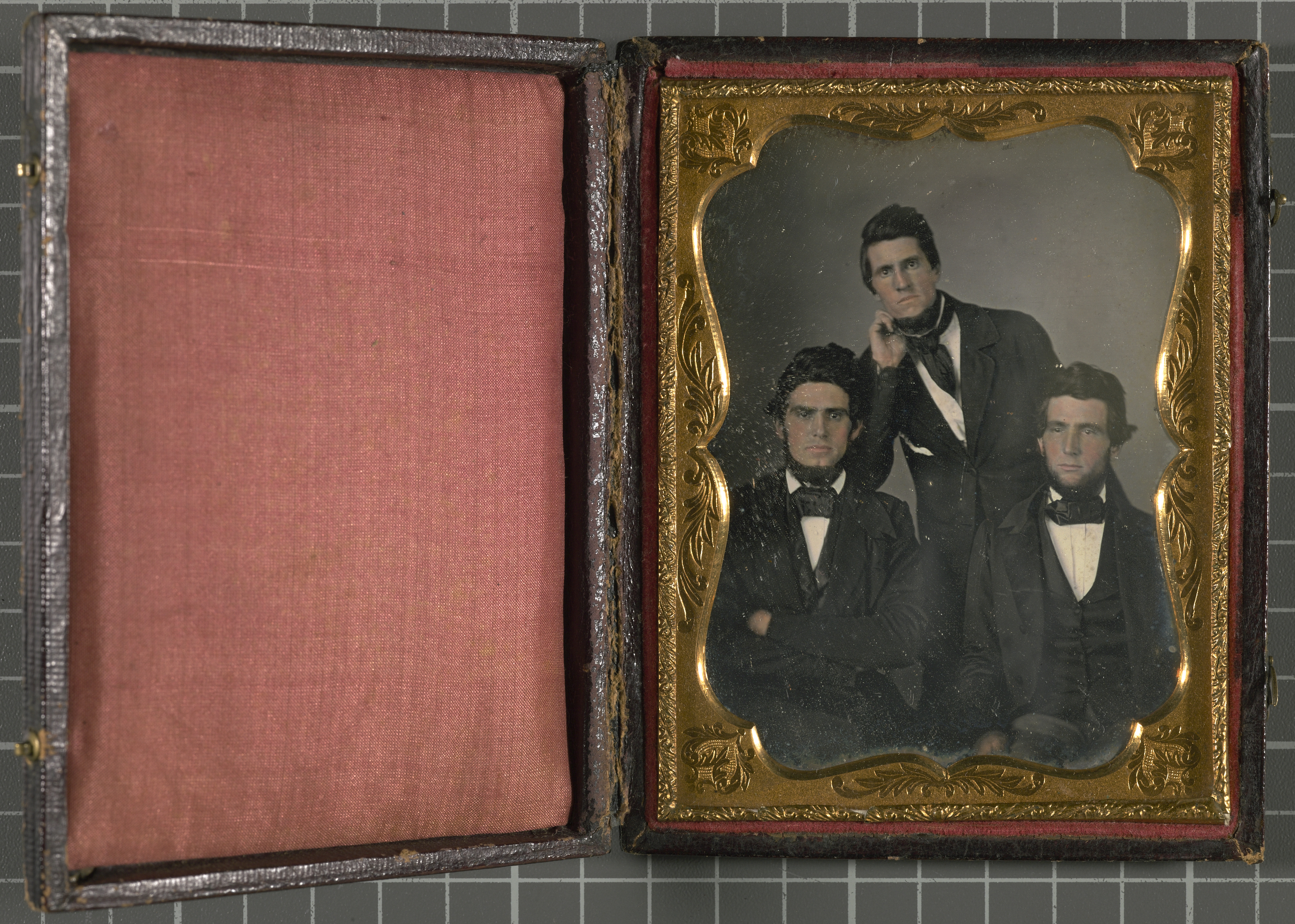
Daguerreotip d'un retrat d'estudi de tres homes joves, 1850-1855. Autor desconegut. (Col·lecció Ángel Fuentes. CRDI.)

L'any 2019, l'Ajuntament de Girona, a través del Centre de Recerca i Difusió de la Imatge (CRDI), adquirí la col·lecció de daguerreotips, ambrotips i ferrotips d'Ángel Fuentes. Amb aquesta incorporació, el CRDI passà a tenir la col·lecció numèricament més important en nombre de daguerreotips de Catalunya. En concret, la col·lecció està formada per cent trenta-una imatges: setanta-tres daguerreotips, tres estoigs amb dues imatges daguerreotípiques, vuit ambrotips, un estoig amb tres ambrotips i un daguerreotip, un ambrotip estereoscòpic, un autocrom i un visor, setze ferrotips i un marc amb quatre daguerreotips i vuit ambrotips, i deu joies contenidores de daguerreotip. Així doncs, els noranta-quatre daguerreotips de Fuentes es sumaren als vint-i-tres daguerreotips de la Col·lecció Joan Basseda, que ja formava part del CRDI, i el centre passà a tenir un total de cent disset peces de daguerreotípia.
La Col·lecció Ángel Fuentes és una col·lecció de fotografia singular i especial per la importància de les peces que la integren, ja que el conjunt permet construir un relat sobre els primers anys de la història de la fotografia, tant des del punt de vista tecnològic com cultural. També, per la varietat dels objectes, ja que a més dels encapsulaments característics de l'època, hi ha imatges en diversos artefactes de joieria.
L'any 2021, va tenir lloc al centre de fotografia KBr, de la Fundació Mapfre, a Barcelona, una exposició de la col·lecció de daguerreotips del CRDI. La mostra, que portà com a títol La mirada captiva, estigué configurada per daguerreotips procedents, en la major part, de les dues col·leccions particulars del centre gironí: la d'Ángel Fuentes i la de Joan Basseda i Casas. També, s'hi van incloure altres daguerreotips que no formaven part d'aquestes dues col·leccions i d'altres que provingueren de la col·lecció del Museu del Cinema de Girona, el qual també cedí altres objectes que van permetre explicar el context històric i la cultura de la imatge de l'època.
En motiu de l'exposició La mirada captiva, sorgí la iniciativa d'uns treballs de restauració dels daguerreotips de la col·lecció. Prèviament, es comptava amb un estudi diagnòstic de l'estat de conservació d'aquestes peces, que orientà sobre els treballs de restauració. D'altra banda, també es realitzà una digitalització 3D de la col·lecció de daguerreotips aplicant la tècnica de la Fotogrametria. Aquesta iniciativa s'emmarcà en el projecte europeu WEAVE, en el qual el CRDI participà com a soci. Ambdues intervencions, la restauració i la digitalització, foren presentades pel conservador de fotografia Josep Pérez Pena i pel fundador i director de l'empresa La Tempesta: City, culture and technology, Marc Hernández Güell, respectivament, en el marc del Memorial Ángel Fuentes que tingué lloc durant les 17es Jornades Imatge i Recerca de l'any 2022.